# Celeste Negarville
Celeste Negarville, né à Veillane le 17 juin 1905, mort à Rome le 18 juillet 1959 est un homme politique italien.

## Biographie
Premier directeur du quotidien du PCI L'Unità après la Seconde Guerre mondiale, il est membre de l'Assemblée constituante de la République italienne. Il est sous-secrétaire dans les gouvernements Parri et De Gasperi I, maire de Turin, puis sénateur et député.